# Radoslav Rochallyi
Radoslav Rochallyi (* 1. maj 1980 i Bardejov, Tjekkoslovakiet) er en slovakisk digter og forfatter.

## Liv
Radoslav Rochallyi blev født i Bardejov i Prešov-regionen i dagens Slovakiske Republik. Forfatteren er uddannet i Management ved London International Graduate School og har et certifikat i Fine arts, som han modtog på Pratt Institute. Han studerede også filosofi og matematik (lineær algebra). Han har publiceret værker og digte i adskillige antologier og magasiner udgivet af fx Stanford University, California State University, Dixie State University, Olivet College, og Las Positas College

## Værker
Rochallyi bruger matematisk sprog som et organiserende princip og bruger samtidig matematiske symboler til at beskrive intonationsnotation eller til at definere forskellige slags specifikationer, hvis semantik lettere eller mere effektivt kan udtrykkes i non-verbal form.

### Poesi
- 2004 – Panoptikum: Haikai no renga. [in Slovak]. ISBN 978-1981294893.
- 2014 – Yehidah. [in Slovak] 2014. 67 p. ISBN 978-1523354542.
- 2015 – Golden Divine. [in Slovak] Brno: Tribun EU, 34 p. ISBN 978-80-263-0877-5.
- 2015 – Blood. [in Slovak]2015. 43 p. ISBN 978-80-972031-7-7.
- 2016 – Torwalden. [in Slovak] 2016. ISBN 978-1534848702.
- 2018 – Mechanics of everyday life. [in Slovak] 2018. ISBN 978-80-8202-030-7.
- 2018 – Arété.[in Slovak] 2018. ISBN 978-80-8202-041-3
- 2019 – DNA: Leinwänden der Poesie [in German] ISBN 978-8097350116
- 2019 – DNA: Canvases of Poetry [in English] ISBN 978-8097350123
- 2020 – PUNCH [in English] ISBN 978-8097373702
- 2021 – # mathaeata [in English], ISBN 9788097373719
- 2022 – Rovnicová poézia/ Equation Poetry. [in Slovak] Bratislava: Drewo a srd, 96 p.ISBN 978-80-89550-80-7

### Prosa
- 2017 – Et brev til en søn.Brno: Tribune EU, 2017. 49 s. ISBN 978-80-263-1195-9
- 2019 - Mythra Invictus. Menneskets skæbne. Bratislava: VSSS, 2019. 108 s. ISBN 9788082020857